# 尾崎英二郎
尾崎 英二郎（おざき えいじろう、1969年3月31日 - ）は、日本の俳優。神奈川県生まれ。専修大学経済学部卒業。

## 人物・略歴
英語に堪能で、また馬術や真剣刀法にも長けているため、海外作品において、日本人役を多く演じている。
外国人モデル通訳、英会話講師を経て、1994年に演出家・奈良橋陽子に師事。翌1995年には元NYアクターズ・スタジオ芸術監督のフランク・カサロに指導を受け、現在に至る。
1997年、NHK連続テレビ小説『あぐり』でドラマデビュー。
1999年、2か月に亘って公演された舞台『THE WINDS OF GOD』ニューヨーク・オフ・ブロードウェイ公演に山本少尉役で出演し、『ザ・ニューヨーカー』、『デイリー・ニュース』、『ニュース・デイ』など、多数の現地メディアから称賛された。
2003年、ハリウッド映画『ラスト サムライ』で、渡辺謙演じる勝元盛次旗下の侍を演じた。また、侍や兵士役のバトルコア（アクション部門）100人のリーダーとしても活躍し、ワールド・スタント・アワード・アカデミーの会員として推薦を受け、加盟した。
2005年、NHK放送80周年記念ドラマ『ハルとナツ 届かなかった手紙』に出演、現代編において主人公ハルの息子・高倉邦男役を演じた。
2006年、映画『硫黄島からの手紙』に、東京でのオーディションを経て、伊原剛志演じる西竹一（にし たけいち）中佐の副官・大久保中尉役として物語の後半から登場した。
2007年、映画俳優組合の会員となり、米国のタレント・エージェントとの専属契約を結び、ロサンゼルスに渡る。同年秋放送のNBCドラマ『HEROES』シーズン2で、主人公ヒロの父親・カイト・ナカムラ(en)の青年時代を演じた。このカイト・ナカムラは、日系アメリカ人のジョージ・タケイが演じている。
2009年のAFI 製作の短編映画『八人目の侍』の演技により、SHOW OFF YOUR SHORTS 映画祭（ロサンゼルス）で主演男優賞を受賞。同作は世界最大の短編映画祭 LA SHORTS FEST 2009 で最高賞を獲得し、2010年度のアカデミー賞の審査対象作となった。
2011年より、WOWOW放送の『独占生中継！アカデミー賞授賞式』のゲスト・リポーターに選ばれ、レッドカーペットのインタビューを担当。
その他、ABC制作ドラマ『フラッシュフォワード』や、CBSのシットコム『ママと恋に落ちるまで』、FOX『タッチ』、CBS『エクスタント』、ABC『エージェント・オブ・シールド』などのテレビドラマに出演している。
2015年には映画『リトル・ボーイ 小さなボクと戦争/LITTLE BOY(en)』が米国で公開。初日の興行成績が全米ランキング第8位に記録される。同作は2016年のメキシコ映画界のルミナス賞において、作品賞・監督賞・新人賞の3冠を獲得した。
2018年に配信スタートしたAmazonビデオ『高い城の男』シーズン3に大日本帝国海軍のイノクチ提督として抜擢され、第4シーズンも続投している。同年、CW『レジェンド・オブ・トゥモロー』シーズン4第5話「Tagumo Attacks!!!」では、ゴジラを生んだ日本の映画監督本多猪四郎役を演じた。

## 出演作品

### 映画
太字は主演作品
| 作品名                                         | 役名                 | 監督                         | 年度 | 備考                                                                                 |
| ---------------------------------------------- | -------------------- | ---------------------------- | ---- | ------------------------------------------------------------------------------------ |
| Born To Be King(en) 勝者為王                   | ヤクザ組員           | 劉偉強（アンドリュー・ラウ） | 2000 | 香港作品                                                                             |
| 大脱獄                                         | 看守 後藤            | 光石富士朗                   | 2002 |                                                                                      |
| 実録・安藤組外伝 餓狼の掟                      | 小池                 | 梶間俊一                     | 2002 |                                                                                      |
| GAIJIN〜心の祖国                               | クニヒロ／お兄ちゃん | チヅカ・ヤマザキ             | 2002 | 南米グラマード映画祭 グランプリ、ブラジル作品                                        |
| ラスト サムライ                                | 勝元軍の侍           | エドワード・ズウィック       | 2003 | ナショナル・ボード・オブ・レビュー 監督賞、他                                        |
| 硫黄島からの手紙                               | 大久保中尉           | クリント・イーストウッド     | 2006 | 第79回アカデミー賞 音響編集賞 ゴールデン・グローブ賞 外国語作品賞、他                |
| 八人目の侍 / The 8th Samurai                   | 南州                 | ジャスティン・アンブロシーノ | 2009 | LA SHORTS FEST（アカデミー賞公認） 最高賞 SHOW OFF YOUR SHORTS 映画祭 主演男優賞、他 |
| ザ・ヒロサキプレイヤーズ                       | 翼                   | ジェフ・スーサ               | 2010 | NYウッドストック映画祭 最優秀短編映画賞 NYジェン・アート映画祭 観客賞、他            |
| ブラッド・タイズ                               | 救命救急医ジョー     | 落合賢                       | 2011 | 新・鎌倉映像フェスティバル 入賞                                                      |
| 学校をつくろう                                 | 谷鉄臣               | 神山征二郎                   | 2011 |                                                                                      |
| Lil Tokyo Reporter                             | 佐藤                 | ジェフリー・チン             | 2012 |                                                                                      |
| Masterless                                     | Demon                | クレイグ・シマハラ           | 2015 |                                                                                      |
| リトル・ボーイ 小さなボクと戦争/Little Boy(en) | クメ・マサオ         | アレハンドロ・モンテヴェルデ | 2015 | メキシコ・ルミナス賞 作品賞・監督賞・新人賞                                          |
| オービタル・クリスマス                         | ヤマモトヒロキ       | 堺三保                       | 2021 |                                                                                      |
| ヤクザプリンセス                               | コウジロウ           | ヴィセンテ・アモリン         | 2021 |                                                                                      |

### テレビドラマ
| 作品名                                                | 役名                        | 年度      | 備考                       |
| ----------------------------------------------------- | --------------------------- | --------- | -------------------------- |
| あぐり（NHK）                                         | 木村県一                    | 1997      | 第20週「さよなら東京」     |
| 上杉鷹山-二百年前の行政改革-（NHK）                   | 米沢藩士                    | 1998      | 正月時代劇                 |
| 元禄撩乱（NHK）                                       | 田村家家臣                  | 2000      | 大河ドラマ                 |
| ハルとナツ 届かなかった手紙（NHK）                    | ハルの息子 邦男             | 2005      | 平成17年度文化庁芸術祭参加 |
| HEROES (NBC)                                          | ヤング・カイト・ナカムラ    | 2007      | シーズン2                  |
| The Game (The CW)                                     | 接客主任                    | 2008      | シーズン2                  |
| フラッシュフォワード (ABC)                            | ジロウ                      | 2009      | シーズン1                  |
| ママと恋に落ちるまで (CBS)                            | 忍者                        | 2011      | シーズン6                  |
| タッチ (FOX)                                          | 日本人ビジネスマン          | 2012      | シーズン1                  |
| Wedding Band (TBS)                                    | 東京ツーリスト              | 2012      |                            |
| エクスタント (CBS)                                    | 主任科学者                  | 2014      | シーズン1                  |
| エージェント・オブ・シールド (マーベル・テレビジョン) | 囚人                        | 2014      | シーズン2・第8話           |
| 高い城の男 (Amazonビデオ)                             | 井口（イノクチ）提督        | 2018−2019 | シーズン3、4               |
| オルタード・カーボン                                  | ヤクザのボス サイトウ       | 2018      | シーズン1・7話             |
| レジェンド・オブ・トゥモロー (The CW)                 | 本多猪四郎                  | 2018      | シーズン4・5話             |
| The OA （Netflix)                                     | Old Night（オールドナイト） | 2019      | シーズン2・4話             |
| マーベル ヒット・モンキー (米国：Hulu、日本：Disney+) | カトウ将軍、刑事ヒロシ      | 2021      | シーズン１・第１〜３話     |
| 私立探偵マグナム Magnum P.I.                          | 犯罪集団のボス オシ・シマ   | 2022      | シーズン4・15話            |

### 舞台
| 作品名                   | 役名           | 年度 | 備考                                   |
| ------------------------ | -------------- | ---- | -------------------------------------- |
| 理由なき反抗             | ジム・スターク | 1994 | 初舞台（英語劇）                       |
| 狼たちの午後             | 警官           | 1995 |                                        |
| SHURIKEN                 | 第3捕虜        | 1995 | ニュージーランド作品                   |
| ゆく年くる年 Hello, Xmas | 中岡慎太郎     | 1996 | シアター・アプル                       |
| THE WINDS OF GOD         | 松嶋少尉       | 1997 | 関西公演                               |
| THE WINDS OF GOD         | 山本少尉       | 1998 | NYオフオフ・ブロードウェイ公演         |
| THE WINDS OF GOD         | 山本少尉       | 1999 | 日本ツアー、NYオフ・ブロードウェイ公演 |

### ゲーム
| 作品名                                                | 役名               | 年度 | 備考                         |
| ----------------------------------------------------- | ------------------ | ---- | ---------------------------- |
| The Chronicles of Riddick: Assault on Dark Athena(en) | YOTO               | 2009 | 米国作品                     |
| Syndicate(en)                                         | タツオ・ハミルトン | 2012 | スウェーデン・米国作品       |
| デッドライジング3                                     | Harry "Zhi" Wong   | 2013 | カプコン・マイクロソフト作品 |

### 吹き替え
- ジェーン・エア（セント・ジョン・リバーズ〈ジェイミー・ベル〉）※機内上映版
- ドライヴ（ドライバー〈ライアン・ゴズリング〉） ※機内上映版[7]
- ヘルプ 〜心がつなぐストーリー〜（スチュワート・ウィットワース〈クリス・ローウェル〉）※機内上映版
- ワイルド・スピード MEGA MAX（ブライアン・オコナー〈ポール・ウォーカー〉） ※機内上映版[8]
- 作品名不明（ケビン・コスナー）※機内上映版

## 著書
- 『思いを現実にする力』 2014年、ディスカヴァー・トゥエンティワン